# Martín Malharro

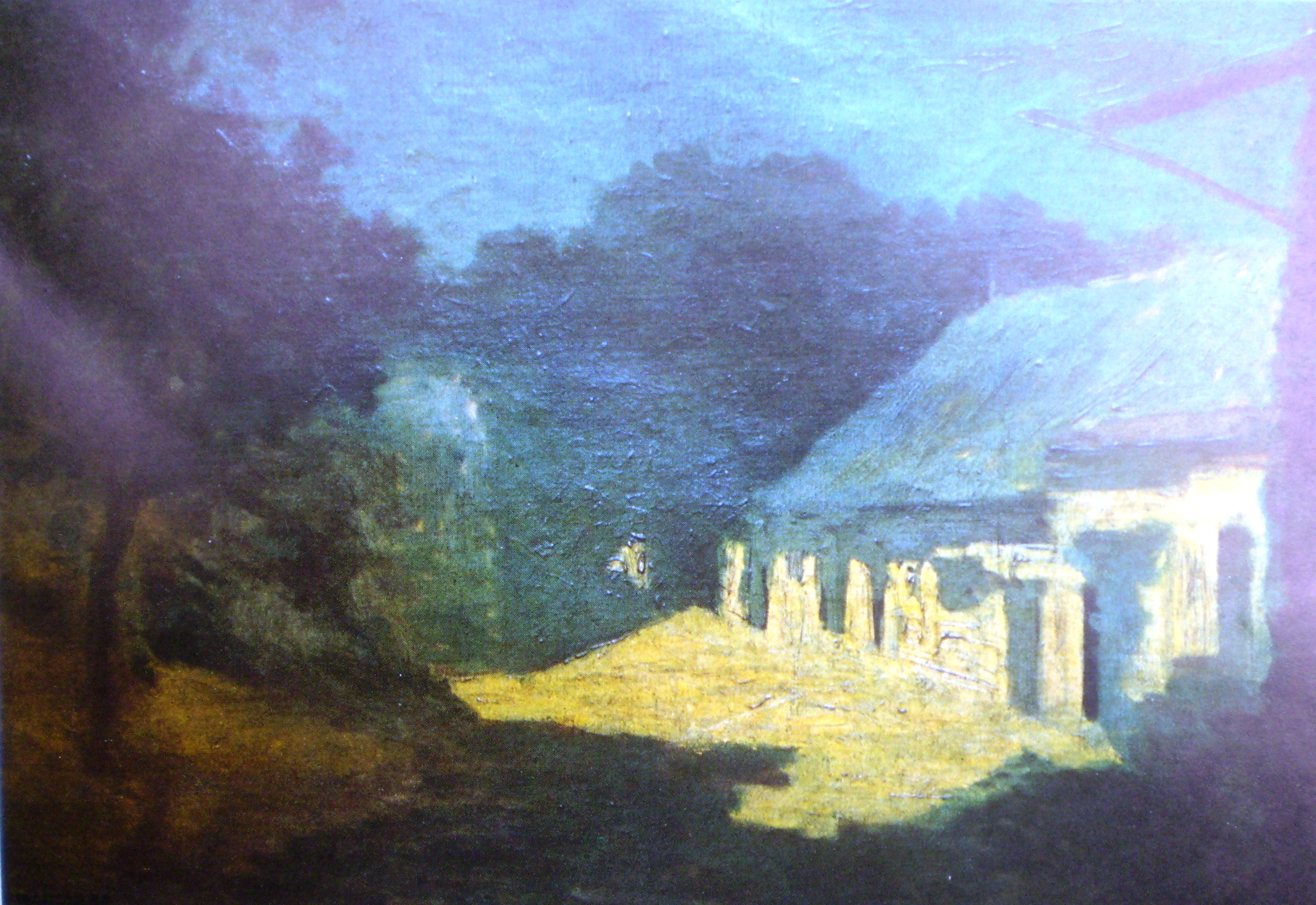
Pintura de Martín Malharro.

Martín Malharro (Azul, provincia de Buenos Aires, 25 de agosto de 1865 - Buenos Aires, 17 de agosto de 1911) fue un pintor argentino.

## Vida

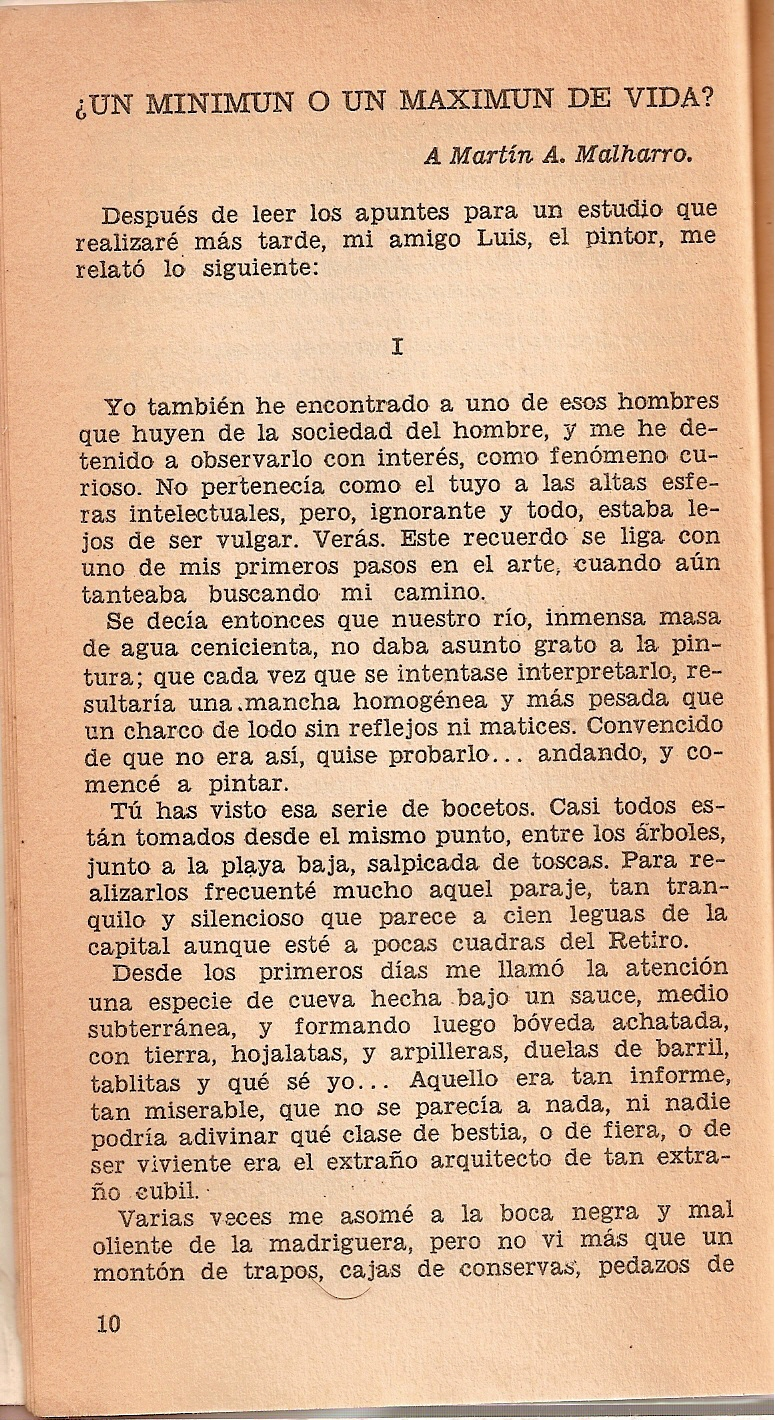
Dedicatoria de Roberto Payró.

Martín Malharro se formó en Buenos Aires y en París e introdujo el impresionismo en Argentina. Su pintura, de avanzada para la época, se caracteriza por el uso del juego luminoso en sus pinturas. 
Fue ilustrador, pintor, crítico y pedagogo. 
Fue mencionado en un libro por el célebre escritor y periodista Roberto Payró, quien lo había llevado a trabajar al diario La Nación, de Buenos Aires para ilustrar las noticias policiales. 
El cuento ¿Un mimimum o un maximum de vida?, del libro Violines y Toneles, fue dedicado «A Martín A. Malharro».
Escribió notas para El Diario, ilustró artículos en La Baskonia y en la revista Letras y Colores. 
Una de sus pinturas fue adquirida por el presidente Julio A. Roca, luego donada a la Nación. 
De él dijo Juan Carlos Lombán: 
“Malharro presentó en la galería Witcomb su primera exposición, cuyo impresionismo asimilado por él en Francia, pero felizmente adaptado a su temperamento y su medio argentino, recibió críticas muy duras e incluso agresivas. El gran artista que era Malharro no se amilanó por los injustos ataques, sino que, por el contrario, no dejó de profundizar su ideario estético hasta que la muerte lo sorprendió a temprana edad”.
Evalúa Lombán: 
“El que escribe, que vivió siempre en esta provincia, la de los dos más grandes fundadores del paisajismo argentino, sabe que no pudo haber sido casual que ambos persistieran con afán en el intento de reflejar en sus obras la radiante luminosidad de la pampa bonaerense…”.
Malharro también es mencionado —debido a su relevancia como pintor— por Lombán en su obra El Ochenta.

## Obra
Realizó óleos, pasteles y aguadas:
- El crucero La Argentina, 1894.

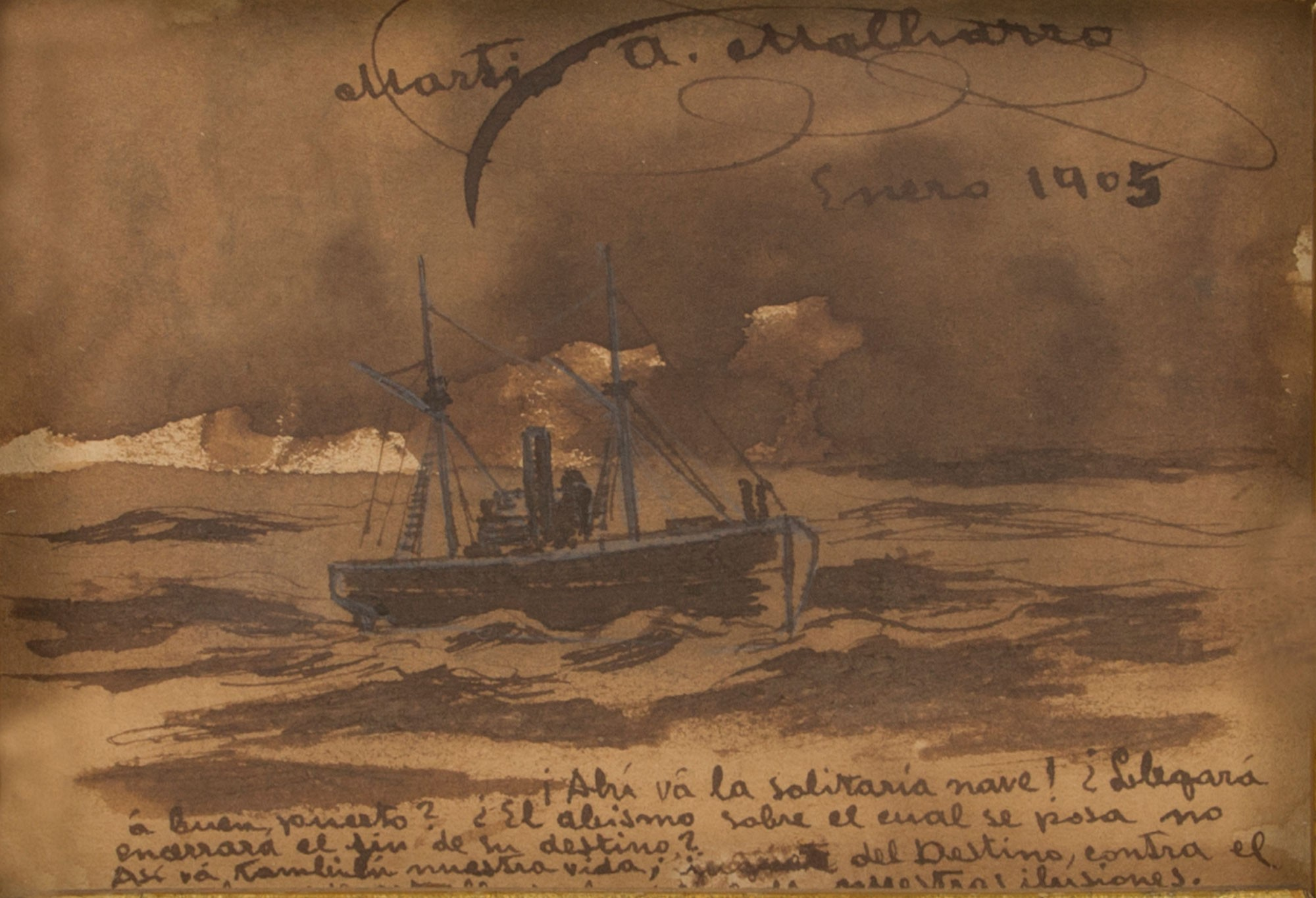
La Argentina, 8,5 x 13,5 cm, tinta y grafito sobre papel.

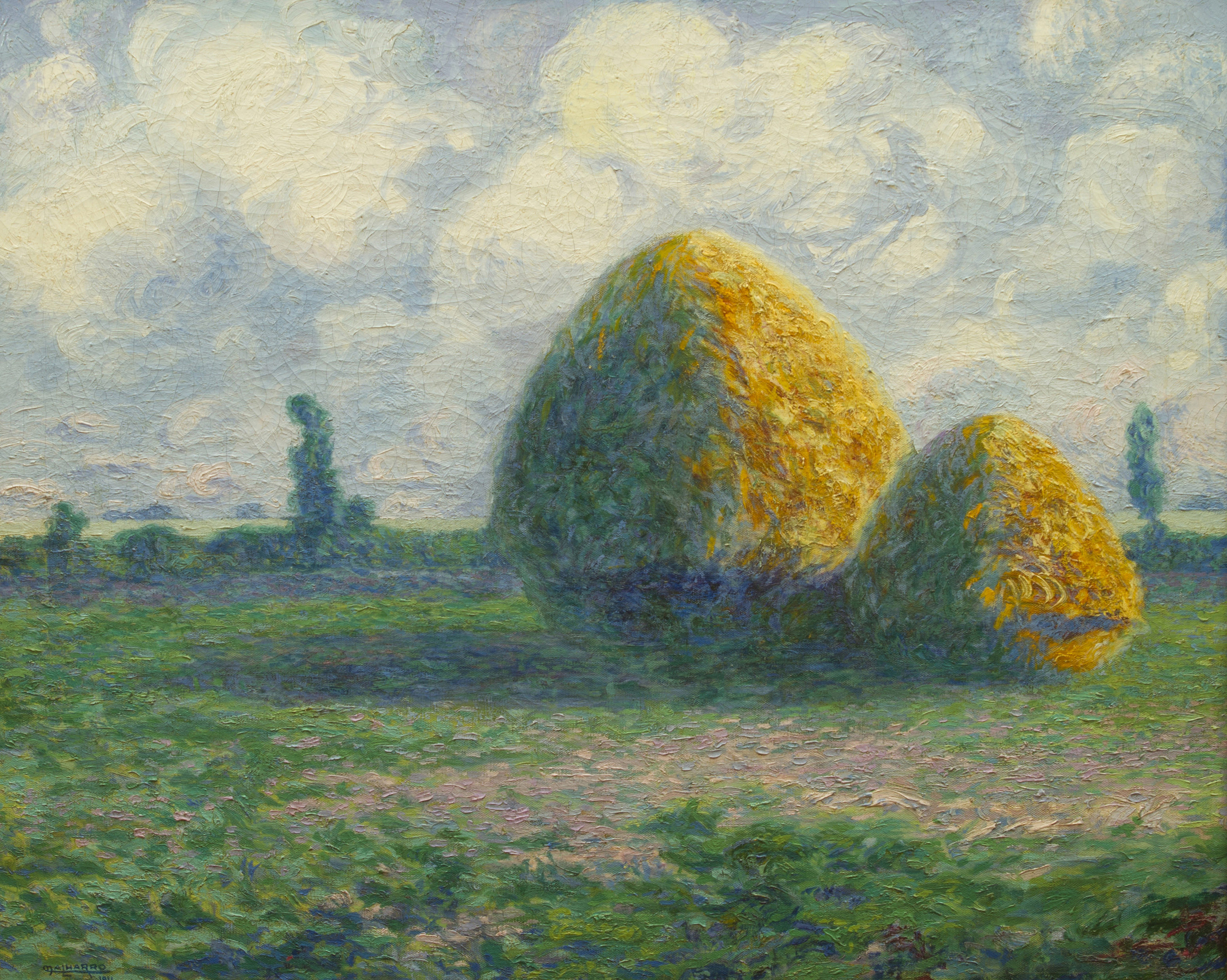
Las Parvas, 1911. 65,5 x 82 cm, óleo sobre tela.

- En plena naturaleza, 1901, Museo Castagnino, Rosario.
- Las Parvas, 1911, Museo Nacional de Bellas Artes.
- Paisaje, 1911, colección Simón Scheimberg, Buenos Aires.

## Méritos
- Segunda Mención Honrosa en el II Salón del Ateneo con La Argentina, óleo que recuerda el histórico rescate de Bouchard en las costas de México (1894).

- Primera exposición en la galería Witcomb (1902).

- Segunda exhibición en Witcomb  (1908).